# 헬렌 존스
헬렌 존스(Helen Johns, 1914년 9월 25일 ~ 2014년 7월 23일)는 미국의 여자 수영 선수이었다. 1932년 로스앤젤레스 올림픽에서 수영 여자 400m 자유형 릴레이 금메달을 획득하였다.
100세의 나이로 사우스캐롤라이나주 섬터에서 사망하였다.

## 같이 보기
- 올림픽 수영 여자 메달리스트 목록
- 수영 계영 400m 세계 기록 추이